# Dirka po Franciji 1919
Dirka po Franciji 1919 je bila 13. dirka po Franciji, ki je potekala od 29. junija do 27. julija 1919, prvič po koncu prve svetovne vojne. Dirka s 15. etapami je bila s skupno dolžino 5.560 km druga najdaljša v zgodovini Toura in doslej (2008) tudi najpočasnejša. Povprečna hitrost zmagovalca je znašala 24,057 km/h, dirko pa je od skupaj 67 kolesarjev končalo 11.
Tour 1919 se je začel po petletnem premoru po koncu prve svetovne vojne, v kateri so življenje izgubili trije predhodni zmagovalci Toura: Lucien Petit-Breton (1907-08), François Faber (1909) in Octave Lapize (1910).
Dirka je v tretje potekala v obratni smeri urinih kazalcev. Med drugim je prišla prvikrat tudi v Alzacijo (12. do 14. etapa), ki je bila po vojni vrnjena Franciji, do tedaj v Nemčiji. Na koncu 10. etape je bila uvedena rumena majica, ki jo je prvič v zgodovini Toura kot trenutno vodeči oblekel francoski kolesar Eugène Christophe in jo nosil vse do predzadnje etape. Na slednji je vodstvo in rumeno majico prevzel belgijski kolesar Firmin Lambot, ki je postal tudi skupni zmagovalec Toura. Ekipno zmago je doseglo kolesarsko moštvo La Sportive.

## Pregled
| Kategorije                          | Podatki       |
| ----------------------------------- | ------------- |
| Začetek-konec                       | Pariz - Pariz |
| Dolžina (km)                        | 5.560         |
| Število etap                        | 15            |
| Povprečna hitrost zmagovalca (km/h) | 24,056        |
| Kolesarjev                          | 69            |
| Tekmo končalo                       | 11            |

| Etapa | Datum     | Start in cilj                       | Dolžina | Etapni zmagovalec | Čas         | Rumena majica     |
| ----- | --------- | ----------------------------------- | ------- | ----------------- | ----------- | ----------------- |
| 1     | 29. junij | Pariz - Le Havre                    | 388 km  | Jean Rossius      | 15h 56' 00" | Jean Rossius      |
| 2     | 1. julij  | Le Havre - Cherbourg                | 364 km  | Henri Pélissier   | 15h 51' 13" | Henri Pélissier   |
| 3     | 3. julij  | Cherbourg - Brest                   | 405 km  | Francis Pélissier | 15h 30' 05" | Henri Pélissier   |
| 4     | 5. julij  | Brest - Les Sables-d'Olonne         | 412 km  | Jean Alavoine     | 15h 51' 45" | Eugène Christophe |
| 5     | 7. julij  | Les Sables d'Olonne - Bayonne       | 482 km  | Jean Alavoine     | 18h 54' 07" | Eugène Christophe |
| 6     | 9. julij  | Bayonne - Luchon                    | 326 km  | Honoré Barthélémy | 15h 41' 51" | Eugène Christophe |
| 7     | 11. julij | Luchon - Perpignan                  | 323 km  | Jean Alavoine     | 13h 12' 43" | Eugène Christophe |
| 8     | 13. julij | Perpignan - Marseille               | 370 km  | Jean Alavoine     | 13h 50' 32" | Eugène Christophe |
| 9     | 15. julij | Marseille - Nica                    | 338 km  | Honoré Barthélémy | 13h 39' 48" | Eugène Christophe |
| 10    | 17. julij | Nica - Grenoble                     | 333 km  | Honoré Barthélémy | 13h 08' 10" | Eugène Christophe |
| 11    | 19. julij | Grenoble - Ženeva                   | 325 km  | Honoré Barthélémy | 12h 46' 41" | Eugène Christophe |
| 12    | 21. julij | Ženeva - Strasbourg                 | 371 km  | Luigi Lucotti     | 15h 08' 42" | Eugène Christophe |
| 13    | 23. julij | Strasbourg - Metz                   | 315 km  | Luigi Lucotti     | 11h 55' 13" | Eugène Christophe |
| 14    | 25. julij | Metz - Dunkerque                    | 468 km  | Firmin Lambot     | 21h 04' 27" | Firmin Lambot     |
| 15    | 27. julij | Dunkerque - Pariz, Parc des Princes | 340 km  | Jean Alavoine     | 15h 00' 54" | Firmin Lambot     |